# Schirajr Poghosjan
Schirajr Tewanowitsch Poghosjan (armenisch Ժիրայր Թևանի Պողոսյան, russisch Погосян, Жирайр Теванович; * am 15. Januar 1942 in Martuni, Autonome Oblast Bergkarabach) ist ein armenischer Politiker.
Er studierte in Stepanakert und besuchte 1960–1965 das Polytechnische Institut Jerewan. Nach seiner Promotion arbeitete er bis 1969 als Techniker, Ingenieur, Senioringenieur und Designer am Wissenschaftlichen Forschungsinstitut. Von 1969 bis 1971 war er der leitende Designer am Wissenschaftlichen Forschungsinstitut für Mikroelektronik. 1971 zog er zum Elektrischen Ingenieursinstitut, wo er bis 1990 verblieb, und dann nacheinander Gruppenführer, Vize-Departementschef, Departementschef, Vizedirektor für Forschungsprojekte und Wissenschaftlicher Seniorforscher wurde.
Im Juni 1998 ersetzte er Leonard Petrosjan als Ministerpräsidenten der Republik Bergkarabach und blieb es bis zum 24. Juni 1999. Er wurde von Anuschawan Danieljan abgelöst.